# Reka (FFH-Gebiet)
Das FFH-Gebiet Reka liegt im Süden Sloweniens und ist Bestandteil des europäischen Schutzgebietsnetzes Natura 2000.

## Lage  und Beschreibung
Das rund 4,4 km² ha große Schutzgebiet Reka liegt af dem Gebiet der Gemeinden Ilirska Bistrica, Divača und Pivka. Es umfasst den gesamten Lauf der Reka von Škocjan bis kurz unterhalb der Mündung des Kalaški potok südlich von Zabiče. Um die Ortschaft Ilirska Bistrica weitet sich das Gebiet etwas auf und umfasst auch den Unterlauf des Rekazuflusses Molja und die umgebenden Wiesen.
Im Nordwesten liegt es eingebettet in das FFH-Gebiet Kras, im Südosten wird es durch das FFH-Gebiet Zabiče weitergeführt. Es überschneidet sich zudem in Teilen mit den europäischen Vogelschutzgebieten Kras und Dolina Reke.
Das Gebiet wurde im Jahr 2004 als FFH-Gebiet vorgeschlagen. 2007 erfolgte die Bestätigung als Gebiet gemeinschaftlicher Bedeutung (SCI) und 2012 die Ausweisung als Besonderes Erhaltungsgebiet (SAC).

## Schutzzweck

### Lebensraumtypen
Folgende Lebensraumtypen nach Anhang I der FFH-Richtlinie kommen im Gebiet vor; prioritäre Lebensraumtypen sind mit * gekennzeichnet:
| EU Code | * | Lebensraumtyp (offizielle Bezeichnung)                                     | Fläche (ha) |
| ------- | - | -------------------------------------------------------------------------- | ----------- |
| 6510    |   | Magere Flachland-Mähwiesen (Alopecurus pratensis, Sanguisorba officinalis) | 100         |

### Arteninventar
Folgende Arten von gemeinschaftlichem Interesse sind für das Gebiet gemeldet. Prioritäre Arten sind mit * gekennzeichnet:
| Bild                               | EU Code | * | Art                                | wissenschaftlicher Name   | Artengruppe           |
| ---------------------------------- | ------- | - | ---------------------------------- | ------------------------- | --------------------- |
| Gelbbauchunke                      | 1193    |   | Gelbbauchunke                      | Bombina variegata         | Amphibien             |
| Barbus balcanicus                  | 5261    |   |                                    | Barbus balcanicus         | Fische und Rundmäuler |
| Tiberbarbe                         | 1137    |   | Tiberbarbe                         | Barbus plebejus           | Fische und Rundmäuler |
| Dohlenkrebs                        | 1092    |   | Dohlenkrebs                        | Austropotamobius pallipes | Krebse                |
| Heller Wiesenknopf-Ameisenbläuling | 1059    |   | Heller Wiesenknopf-Ameisenbläuling | Maculinea teleius         | Schmetterlinge        |
| Langflügelfledermaus               | 1310    |   | Langflügelfledermaus               | Miniopterus schreibersii  | Säugetiere            |
|                                    | 1316    |   | Langfußfledermaus                  | Myotis capaccinii         | Säugetiere            |
| Große Hufeisennase                 | 1304    |   | Große Hufeisennase                 | Rhinolophus ferrumequinum | Säugetiere            |